# Zara Malseed
Pour les articles homonymes, voir Malseed.
Zara Malseed est une joueuse de hockey sur gazon irlandaise évoluant au poste d'attaquante au Ards Ladies HC et pour l'équipe nationale irlandaise.

## Biographie
- Naissance le 11 juin 1997.

## Carrière
Elle a fait partie de l'équipe nationale pour concourir aux Jeux olympiques d'été de 2020 à Tokyo.